# Arkadi Dmitrijewitsch Schwezow
Arkadi Dmitrijewitsch Schwezow (russisch Аркадий Дмитриевич Швецов, wiss. Transliteration Arkadij Dmitrievič Švecov; * 12. Januarjul. / 24. Januar 1892greg. in Nischnije Sergi bei Jekaterinburg; † 19. März 1953 in Moskau) war ein sowjetischer Flugmotorenkonstrukteur.

## Leben und Werk
Arkadi Schwezow wurde als Sohn eines Volksschullehrers geboren. In seiner frühen Kindheit zog die Familie nach Perm, wo Schwezow die Realschule besuchte und 1909 abschloss. Anschließend übersiedelte er nach Moskau und begann ein Studium an der Mechanischen Fakultät der Technischen Hochschule, musste es jedoch aufgrund von Geldmangel mehrmals unterbrechen. Die benötigten Mittel verdiente er sich, angeregt durch entsprechend besuchte Vorlesungen, durch Arbeit bei verschiedenen Herstellern von Auto- und Flugzeugmotoren, wo sich sein Interesse auf diesem Gebiet herausbildete. Während dieser Tätigkeiten brach die Oktoberrevolution aus. Nach dem Umsturz konnte er sein Studium durch Staatsfinanzierung fortsetzen und 1921 abschließen. Anschließend nahm er eine Ingenieurstätigkeit im Moskauer Werk „Motor“ auf, das zu der Zeit Gnome–Rhône-Triebwerke in Lizenz produzierte. Er übernahm die Konstruktionsabteilung und entwickelte 1923 zusammen mit seinem Kollektiv seinen ersten Flugmotor, den M-8 oder auch RAM (Russki Awiazionni Motor), ein V12 mit 750 PS (552 kW) Leistung, der allerdings ein Prototyp blieb. Er wandte sich daraufhin der Entwicklung von Sternmotoren zu und entwickelte zusammen mit N. W. Okromeschko von 1923 bis 1925 den 5-Zylinder-Sternmotor M-11, der 1926 in die Produktion ging. Neu für die UdSSR war die Verwendung von Aluminiumzylinderköpfen. Dieser Typ, beständig weiterentwickelt, wurde noch in den 1980er-Jahren gefertigt. Sein Einsatz erfolgte auch in der Po-2. Er dürfte mit 125.000 gefertigten Exemplaren einer der meistverwendeten Flugmotoren überhaupt sein. Während der Entwicklungsphase des M-11 wurde das „Motor“-Werk mit dem Werk für Flugmotorenbau „AMSTRO“ zusammengeschlossen; später wurde noch das Werk „Ikar“ eingegliedert. In diesem nach Michail Frunse benannten Großbetrieb stieg Schwezow vom Chefingenieur und Chefkonstrukteur bis zum Produktionsdirektor und Technischen Direktor auf. 1932 zeichnete er für die Organisation der Großserienproduktion des von  Alexander Mikulin entwickelten AM-34 verantwortlich.
1934 wurde Schwezow Gründer und Chefkonstrukteur von „Motorostroitel“ (später Awiadwigatel), das mit dem Motorenwerk Perm (russisch Пермский моторный завод) eng zusammenarbeitete und ab März gleichen Jahres mit der Lizenzproduktion des US-amerikanischen Wright-R-1820-Cyclone-Triebwerks als M-25 begann, den Schwezows Konstruktionsbüro verbesserte und weiterentwickelte. Er kam unter anderem in den Jägertypen I-15 und I-16 zum Einsatz. Während des Zweiten Weltkriegs gelang Schwezow die Konstruktion einiger bedeutender aus ausländischen Typen entwickelter Flugmotoren, so des aus dem M-25 hervorgegangenen und in der Antonow An-2 eingesetzten ASch-62, des ASch-73 (für die Tu-4) sowie des ASch-82, der unter anderem in der Lawotschkin La-5 eingebaut wurde und nach Kriegsende auch in Zivilflugzeugen wie der IL-12 und IL-14 Verwendung fand. Als Schwezow 1953 starb, wurde Pawel Solowjow im Permer Motorenwerk sein Nachfolger.

## Auszeichnungen
Schwezow erhielt fünfmal den Leninorden (1936, 1943, 1945, 1949 und 1952), den Suworoworden 2. Klasse (1944), den Kutusoworden 1. Klasse (1945), den Rotbannerorden der Arbeit (1952), den Orden Held der sozialistischen Arbeit (1942), viermal den Stalinpreis (1942, 1943, 1946 und 1948) sowie die Medaille „Für heldenmütige Arbeit im Großen Vaterländischen Krieg 1941–1945“. 1940 wurde Schwezow Doktor der Technischen Wissenschaften und 1948 Generalleutnant des technischen Dienstes.

## Die Schwezow-Sternmotorenfamilie

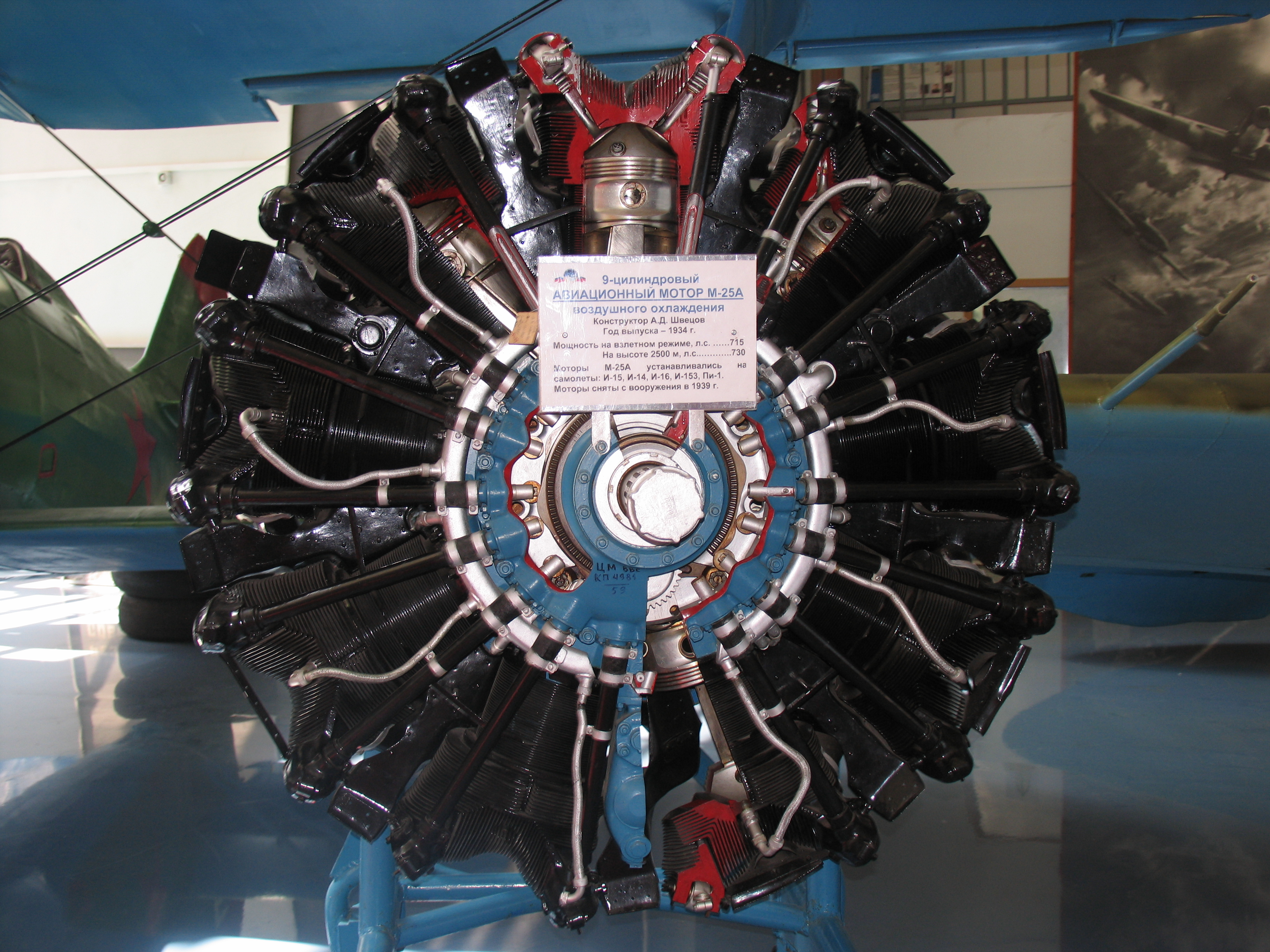
Schwezow M-25

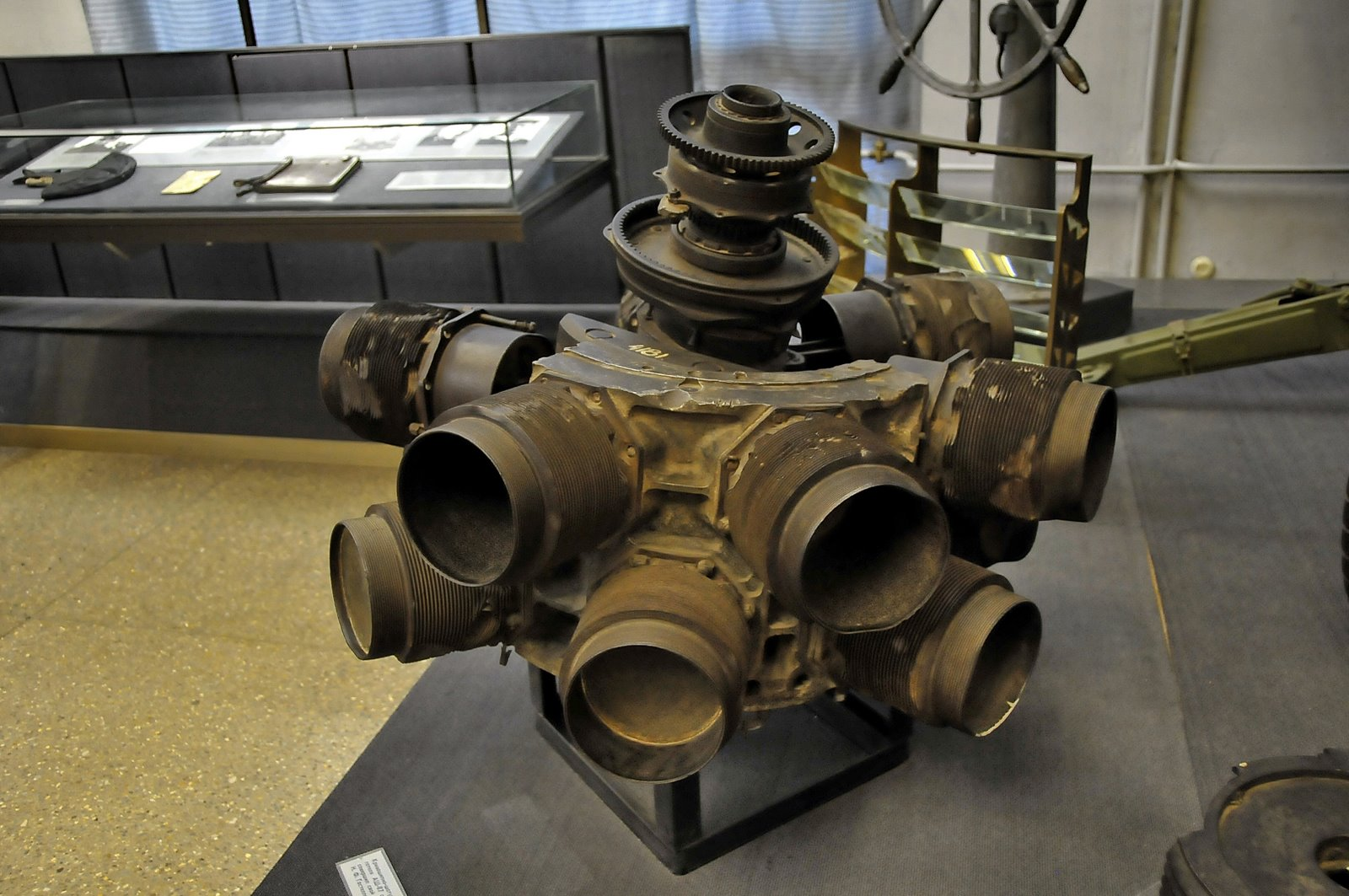
Schwezow ASch-81 im Zentralmuseum der Streitkräfte in Moskau

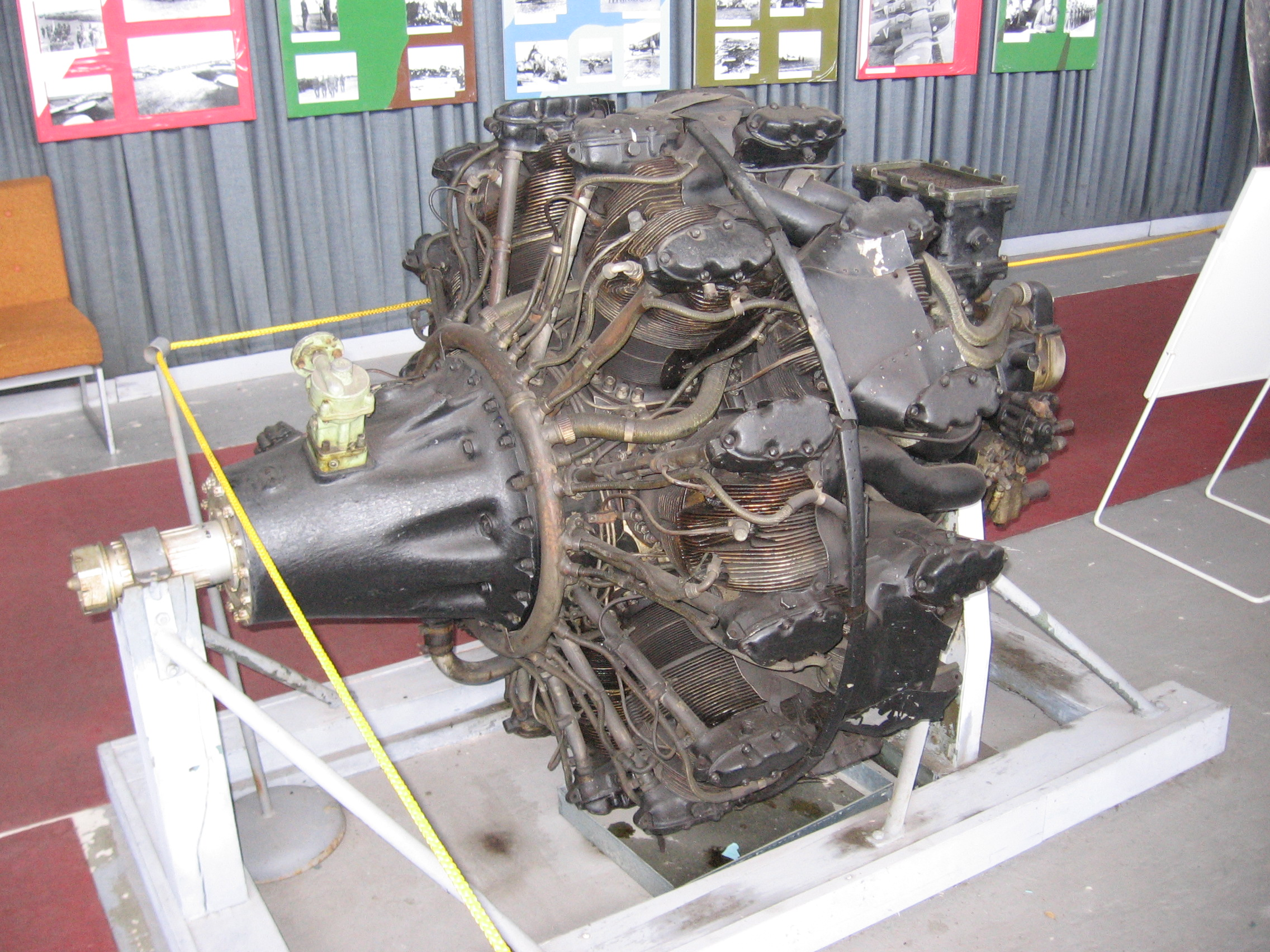
Schwezow ASch-82

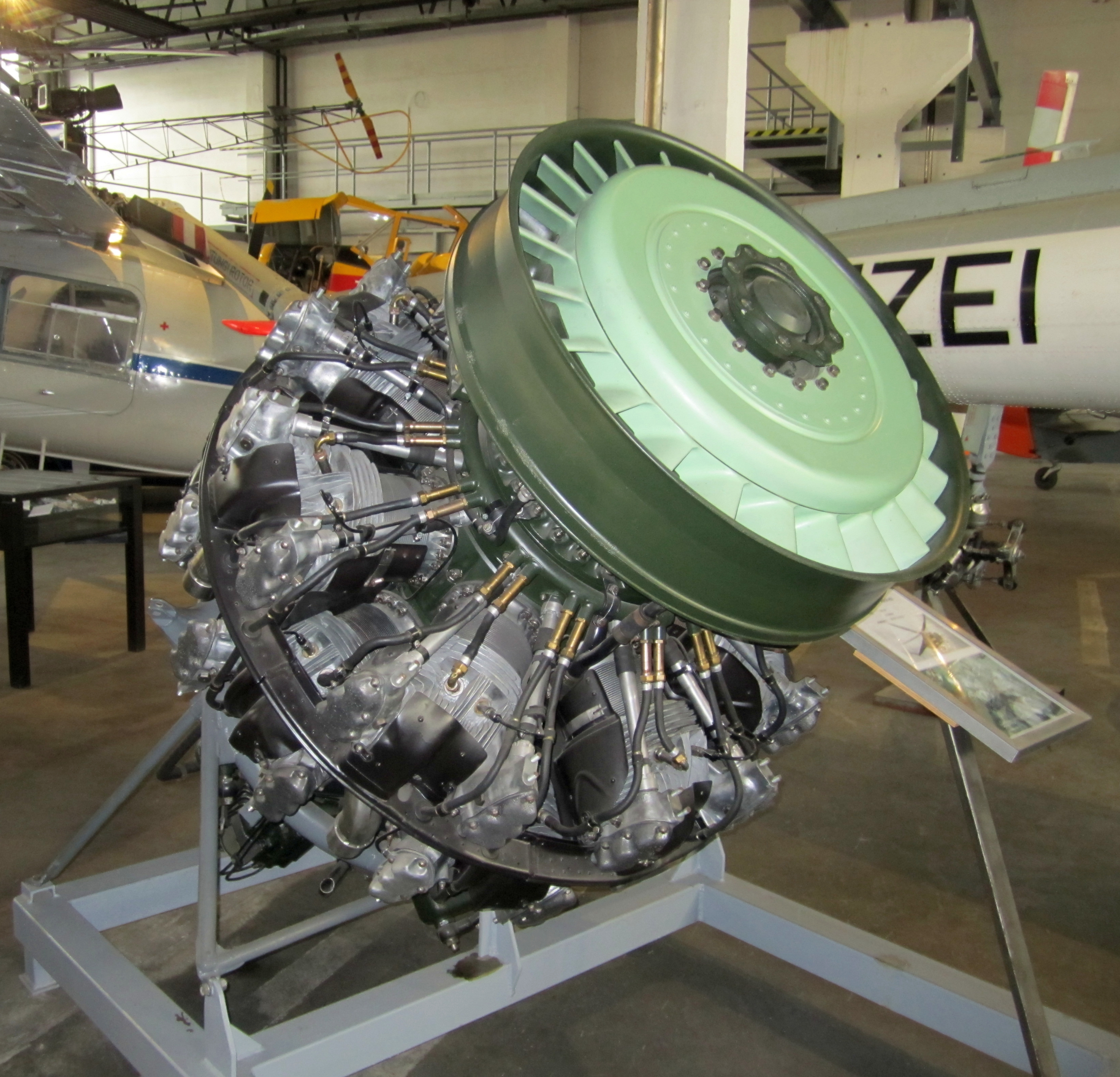
Schwezow ASch-82W für Mil Mi-4

Am 1. April 1944 wurde das sowjetische Triebwerksbezeichnungssystem geändert: Anstelle der „M“-Bezeichnung erhielten die Motoren von nun ab ein aus dem Namen des Konstrukteurs gebildetes Kürzel. Schwezows Motoren hießen ab da „ASch“ für Arkadi Schwezow (russisch АШ)
| | | | | | |  |  | Wright Cyclone R-1820 9-Zylinder-Sternmotor einreihig luftgekühlt USA 1931                              | | | | | |                                                                                        |                                                                                        |                                                                                        |                                                                                        |                                                                                  |                                                                                  |                                                                                  |                                                                                  |  |  |                                                                                           |                                                                                           |                                                                                           |                                                                                           |                                                                                           |                                                                                           |  |  |  |  |  |  |  |  |  |  |  |  |  |  |  |  |  |  |
| | | | | | |  |  | | | | | | |                                                                                        |                                                                                        |                                                                                        |                                                                                        |                                                                                  |                                                                                  |                                                                                  |                                                                                  |  |  |                                                                                           |                                                                                           |                                                                                           |                                                                                           |                                                                                           |                                                                                           |  |  |  |  |  |  |  |  |  |  |  |  |  |  |  |  |  |  |
| | | | | | |  |  | | | | | | |                                                                                        |                                                                                        |                                                                                        |                                                                                        |                                                                                  |                                                                                  |                                                                                  |                                                                                  |  |  |                                                                                           |                                                                                           |                                                                                           |                                                                                           |                                                                                           |                                                                                           |  |  |  |  |  |  |  |  |  |  |  |  |  |  |  |  |  |  |
| OKB-19 Schwezow M-80 14-Zylinder-Sternmotor zweireihig luftgekühlt SU 1939 Prototyp                                   | OKB-19 Schwezow M-80 14-Zylinder-Sternmotor zweireihig luftgekühlt SU 1939 Prototyp                                   | OKB-19 Schwezow M-80 14-Zylinder-Sternmotor zweireihig luftgekühlt SU 1939 Prototyp                                   | OKB-19 Schwezow M-80 14-Zylinder-Sternmotor zweireihig luftgekühlt SU 1939 Prototyp                                   | OKB-19 Schwezow M-80 14-Zylinder-Sternmotor zweireihig luftgekühlt SU 1939 Prototyp                                   | OKB-19 Schwezow M-80 14-Zylinder-Sternmotor zweireihig luftgekühlt SU 1939 Prototyp                                   |  |  | OKB-19 Schwezow M-25 9-Zylinder-Sternmotor einreihig luftgekühlt SU 1934 13888 Stück                    | OKB-19 Schwezow M-25 9-Zylinder-Sternmotor einreihig luftgekühlt SU 1934 13888 Stück                    | OKB-19 Schwezow M-25 9-Zylinder-Sternmotor einreihig luftgekühlt SU 1934 13888 Stück                    | OKB-19 Schwezow M-25 9-Zylinder-Sternmotor einreihig luftgekühlt SU 1934 13888 Stück                    | OKB-19 Schwezow M-25 9-Zylinder-Sternmotor einreihig luftgekühlt SU 1934 13888 Stück                    | OKB-19 Schwezow M-25 9-Zylinder-Sternmotor einreihig luftgekühlt SU 1934 13888 Stück                    |                                                                                        |                                                                                        | OKB-19 Basarow M-65 9-Zylinder-Sternmotor einreihig luftgekühlt SU 1939 Prototyp       | OKB-19 Basarow M-65 9-Zylinder-Sternmotor einreihig luftgekühlt SU 1939 Prototyp       | OKB-19 Basarow M-65 9-Zylinder-Sternmotor einreihig luftgekühlt SU 1939 Prototyp | OKB-19 Basarow M-65 9-Zylinder-Sternmotor einreihig luftgekühlt SU 1939 Prototyp | OKB-19 Basarow M-65 9-Zylinder-Sternmotor einreihig luftgekühlt SU 1939 Prototyp | OKB-19 Basarow M-65 9-Zylinder-Sternmotor einreihig luftgekühlt SU 1939 Prototyp |  |  | OKB-19 Schwezow M-70 18-Zylinder-Sternmotor zweireihig luftgekühlt SU 1938 Prototyp       | OKB-19 Schwezow M-70 18-Zylinder-Sternmotor zweireihig luftgekühlt SU 1938 Prototyp       | OKB-19 Schwezow M-70 18-Zylinder-Sternmotor zweireihig luftgekühlt SU 1938 Prototyp       | OKB-19 Schwezow M-70 18-Zylinder-Sternmotor zweireihig luftgekühlt SU 1938 Prototyp       | OKB-19 Schwezow M-70 18-Zylinder-Sternmotor zweireihig luftgekühlt SU 1938 Prototyp       | OKB-19 Schwezow M-70 18-Zylinder-Sternmotor zweireihig luftgekühlt SU 1938 Prototyp       |  |  |  |  |  |  |  |  |  |  |  |  |  |  |  |  |  |  |
| OKB-19 Schwezow M-80 14-Zylinder-Sternmotor zweireihig luftgekühlt SU 1939 Prototyp                                   | OKB-19 Schwezow M-80 14-Zylinder-Sternmotor zweireihig luftgekühlt SU 1939 Prototyp                                   | OKB-19 Schwezow M-80 14-Zylinder-Sternmotor zweireihig luftgekühlt SU 1939 Prototyp                                   | OKB-19 Schwezow M-80 14-Zylinder-Sternmotor zweireihig luftgekühlt SU 1939 Prototyp                                   | OKB-19 Schwezow M-80 14-Zylinder-Sternmotor zweireihig luftgekühlt SU 1939 Prototyp                                   | OKB-19 Schwezow M-80 14-Zylinder-Sternmotor zweireihig luftgekühlt SU 1939 Prototyp                                   |  |  | OKB-19 Schwezow M-25 9-Zylinder-Sternmotor einreihig luftgekühlt SU 1934 13888 Stück                    | OKB-19 Schwezow M-25 9-Zylinder-Sternmotor einreihig luftgekühlt SU 1934 13888 Stück                    | OKB-19 Schwezow M-25 9-Zylinder-Sternmotor einreihig luftgekühlt SU 1934 13888 Stück                    | OKB-19 Schwezow M-25 9-Zylinder-Sternmotor einreihig luftgekühlt SU 1934 13888 Stück                    | OKB-19 Schwezow M-25 9-Zylinder-Sternmotor einreihig luftgekühlt SU 1934 13888 Stück                    | OKB-19 Schwezow M-25 9-Zylinder-Sternmotor einreihig luftgekühlt SU 1934 13888 Stück                    |                                                                                        |                                                                                        | OKB-19 Basarow M-65 9-Zylinder-Sternmotor einreihig luftgekühlt SU 1939 Prototyp       | OKB-19 Basarow M-65 9-Zylinder-Sternmotor einreihig luftgekühlt SU 1939 Prototyp       | OKB-19 Basarow M-65 9-Zylinder-Sternmotor einreihig luftgekühlt SU 1939 Prototyp | OKB-19 Basarow M-65 9-Zylinder-Sternmotor einreihig luftgekühlt SU 1939 Prototyp | OKB-19 Basarow M-65 9-Zylinder-Sternmotor einreihig luftgekühlt SU 1939 Prototyp | OKB-19 Basarow M-65 9-Zylinder-Sternmotor einreihig luftgekühlt SU 1939 Prototyp |  |  | OKB-19 Schwezow M-70 18-Zylinder-Sternmotor zweireihig luftgekühlt SU 1938 Prototyp       | OKB-19 Schwezow M-70 18-Zylinder-Sternmotor zweireihig luftgekühlt SU 1938 Prototyp       | OKB-19 Schwezow M-70 18-Zylinder-Sternmotor zweireihig luftgekühlt SU 1938 Prototyp       | OKB-19 Schwezow M-70 18-Zylinder-Sternmotor zweireihig luftgekühlt SU 1938 Prototyp       | OKB-19 Schwezow M-70 18-Zylinder-Sternmotor zweireihig luftgekühlt SU 1938 Prototyp       | OKB-19 Schwezow M-70 18-Zylinder-Sternmotor zweireihig luftgekühlt SU 1938 Prototyp       |  |  |  |  |  |  |  |  |  |  |  |  |  |  |  |  |  |  |
| | | | | | |  |  | | | | | | |                                                                                        |                                                                                        |                                                                                        |                                                                                        |                                                                                  |                                                                                  |                                                                                  |                                                                                  |  |  |                                                                                           |                                                                                           |                                                                                           |                                                                                           |                                                                                           |                                                                                           |  |  |  |  |  |  |  |  |  |  |  |  |  |  |  |  |  |  |
| OKB-19 Schwezow M-81 14-Zylinder-Sternmotor zweireihig luftgekühlt SU 1940 Lizenz Wright Twin Cyclone R-2600 Prototyp | OKB-19 Schwezow M-81 14-Zylinder-Sternmotor zweireihig luftgekühlt SU 1940 Lizenz Wright Twin Cyclone R-2600 Prototyp | OKB-19 Schwezow M-81 14-Zylinder-Sternmotor zweireihig luftgekühlt SU 1940 Lizenz Wright Twin Cyclone R-2600 Prototyp | OKB-19 Schwezow M-81 14-Zylinder-Sternmotor zweireihig luftgekühlt SU 1940 Lizenz Wright Twin Cyclone R-2600 Prototyp | OKB-19 Schwezow M-81 14-Zylinder-Sternmotor zweireihig luftgekühlt SU 1940 Lizenz Wright Twin Cyclone R-2600 Prototyp | OKB-19 Schwezow M-81 14-Zylinder-Sternmotor zweireihig luftgekühlt SU 1940 Lizenz Wright Twin Cyclone R-2600 Prototyp |  |  | OKB-19 Schwezow M-62 9-Zylinder-Sternmotor einreihig luftgekühlt zweistufiger Lader SU 1939 40361 Stück | OKB-19 Schwezow M-62 9-Zylinder-Sternmotor einreihig luftgekühlt zweistufiger Lader SU 1939 40361 Stück | OKB-19 Schwezow M-62 9-Zylinder-Sternmotor einreihig luftgekühlt zweistufiger Lader SU 1939 40361 Stück | OKB-19 Schwezow M-62 9-Zylinder-Sternmotor einreihig luftgekühlt zweistufiger Lader SU 1939 40361 Stück | OKB-19 Schwezow M-62 9-Zylinder-Sternmotor einreihig luftgekühlt zweistufiger Lader SU 1939 40361 Stück | OKB-19 Schwezow M-62 9-Zylinder-Sternmotor einreihig luftgekühlt zweistufiger Lader SU 1939 40361 Stück |                                                                                        |                                                                                        |                                                                                        |                                                                                        |                                                                                  |                                                                                  |                                                                                  |                                                                                  |  |  | OKB-19 Schwezow M-71 18-Zylinder-Sternmotor zweireihig luftgekühlt SU 1942 Prototyp       | OKB-19 Schwezow M-71 18-Zylinder-Sternmotor zweireihig luftgekühlt SU 1942 Prototyp       | OKB-19 Schwezow M-71 18-Zylinder-Sternmotor zweireihig luftgekühlt SU 1942 Prototyp       | OKB-19 Schwezow M-71 18-Zylinder-Sternmotor zweireihig luftgekühlt SU 1942 Prototyp       | OKB-19 Schwezow M-71 18-Zylinder-Sternmotor zweireihig luftgekühlt SU 1942 Prototyp       | OKB-19 Schwezow M-71 18-Zylinder-Sternmotor zweireihig luftgekühlt SU 1942 Prototyp       |  |  |  |  |  |  |  |  |  |  |  |  |  |  |  |  |  |  |
| OKB-19 Schwezow M-81 14-Zylinder-Sternmotor zweireihig luftgekühlt SU 1940 Lizenz Wright Twin Cyclone R-2600 Prototyp | OKB-19 Schwezow M-81 14-Zylinder-Sternmotor zweireihig luftgekühlt SU 1940 Lizenz Wright Twin Cyclone R-2600 Prototyp | OKB-19 Schwezow M-81 14-Zylinder-Sternmotor zweireihig luftgekühlt SU 1940 Lizenz Wright Twin Cyclone R-2600 Prototyp | OKB-19 Schwezow M-81 14-Zylinder-Sternmotor zweireihig luftgekühlt SU 1940 Lizenz Wright Twin Cyclone R-2600 Prototyp | OKB-19 Schwezow M-81 14-Zylinder-Sternmotor zweireihig luftgekühlt SU 1940 Lizenz Wright Twin Cyclone R-2600 Prototyp | OKB-19 Schwezow M-81 14-Zylinder-Sternmotor zweireihig luftgekühlt SU 1940 Lizenz Wright Twin Cyclone R-2600 Prototyp |  |  | OKB-19 Schwezow M-62 9-Zylinder-Sternmotor einreihig luftgekühlt zweistufiger Lader SU 1939 40361 Stück | OKB-19 Schwezow M-62 9-Zylinder-Sternmotor einreihig luftgekühlt zweistufiger Lader SU 1939 40361 Stück | OKB-19 Schwezow M-62 9-Zylinder-Sternmotor einreihig luftgekühlt zweistufiger Lader SU 1939 40361 Stück | OKB-19 Schwezow M-62 9-Zylinder-Sternmotor einreihig luftgekühlt zweistufiger Lader SU 1939 40361 Stück | OKB-19 Schwezow M-62 9-Zylinder-Sternmotor einreihig luftgekühlt zweistufiger Lader SU 1939 40361 Stück | OKB-19 Schwezow M-62 9-Zylinder-Sternmotor einreihig luftgekühlt zweistufiger Lader SU 1939 40361 Stück |                                                                                        |                                                                                        |                                                                                        |                                                                                        |                                                                                  |                                                                                  |                                                                                  |                                                                                  |  |  | OKB-19 Schwezow M-71 18-Zylinder-Sternmotor zweireihig luftgekühlt SU 1942 Prototyp       | OKB-19 Schwezow M-71 18-Zylinder-Sternmotor zweireihig luftgekühlt SU 1942 Prototyp       | OKB-19 Schwezow M-71 18-Zylinder-Sternmotor zweireihig luftgekühlt SU 1942 Prototyp       | OKB-19 Schwezow M-71 18-Zylinder-Sternmotor zweireihig luftgekühlt SU 1942 Prototyp       | OKB-19 Schwezow M-71 18-Zylinder-Sternmotor zweireihig luftgekühlt SU 1942 Prototyp       | OKB-19 Schwezow M-71 18-Zylinder-Sternmotor zweireihig luftgekühlt SU 1942 Prototyp       |  |  |  |  |  |  |  |  |  |  |  |  |  |  |  |  |  |  |
| | | | | | |  |  | | | | | | |                                                                                        |                                                                                        |                                                                                        |                                                                                        |                                                                                  |                                                                                  |                                                                                  |                                                                                  |  |  |                                                                                           |                                                                                           |                                                                                           |                                                                                           |                                                                                           |                                                                                           |  |  |  |  |  |  |  |  |  |  |  |  |  |  |  |  |  |  |
| OKB-19 Schwezow M/ASch-82 14-Zylinder-Sternmotor zweireihig luftgekühlt zweistufiger Lader SU 1941 57898 Stück        | OKB-19 Schwezow M/ASch-82 14-Zylinder-Sternmotor zweireihig luftgekühlt zweistufiger Lader SU 1941 57898 Stück        | OKB-19 Schwezow M/ASch-82 14-Zylinder-Sternmotor zweireihig luftgekühlt zweistufiger Lader SU 1941 57898 Stück        | OKB-19 Schwezow M/ASch-82 14-Zylinder-Sternmotor zweireihig luftgekühlt zweistufiger Lader SU 1941 57898 Stück        | OKB-19 Schwezow M/ASch-82 14-Zylinder-Sternmotor zweireihig luftgekühlt zweistufiger Lader SU 1941 57898 Stück        | OKB-19 Schwezow M/ASch-82 14-Zylinder-Sternmotor zweireihig luftgekühlt zweistufiger Lader SU 1941 57898 Stück        |  |  | OKB-19 Schwezow M-63 9-Zylinder-Sternmotor einreihig luftgekühlt SU 1939 3087 Stück                     | OKB-19 Schwezow M-63 9-Zylinder-Sternmotor einreihig luftgekühlt SU 1939 3087 Stück                     | OKB-19 Schwezow M-63 9-Zylinder-Sternmotor einreihig luftgekühlt SU 1939 3087 Stück                     | OKB-19 Schwezow M-63 9-Zylinder-Sternmotor einreihig luftgekühlt SU 1939 3087 Stück                     | OKB-19 Schwezow M-63 9-Zylinder-Sternmotor einreihig luftgekühlt SU 1939 3087 Stück                     | OKB-19 Schwezow M-63 9-Zylinder-Sternmotor einreihig luftgekühlt SU 1939 3087 Stück                     |                                                                                        |                                                                                        |                                                                                        |                                                                                        |                                                                                  |                                                                                  |                                                                                  |                                                                                  |  |  | OKB-19 Schwezow M-72 18-Zylinder-Sternmotor zweireihig luftgekühlt SU 1945 Prototyp       | OKB-19 Schwezow M-72 18-Zylinder-Sternmotor zweireihig luftgekühlt SU 1945 Prototyp       | OKB-19 Schwezow M-72 18-Zylinder-Sternmotor zweireihig luftgekühlt SU 1945 Prototyp       | OKB-19 Schwezow M-72 18-Zylinder-Sternmotor zweireihig luftgekühlt SU 1945 Prototyp       | OKB-19 Schwezow M-72 18-Zylinder-Sternmotor zweireihig luftgekühlt SU 1945 Prototyp       | OKB-19 Schwezow M-72 18-Zylinder-Sternmotor zweireihig luftgekühlt SU 1945 Prototyp       |  |  |  |  |  |  |  |  |  |  |  |  |  |  |  |  |  |  |
| OKB-19 Schwezow M/ASch-82 14-Zylinder-Sternmotor zweireihig luftgekühlt zweistufiger Lader SU 1941 57898 Stück        | OKB-19 Schwezow M/ASch-82 14-Zylinder-Sternmotor zweireihig luftgekühlt zweistufiger Lader SU 1941 57898 Stück        | OKB-19 Schwezow M/ASch-82 14-Zylinder-Sternmotor zweireihig luftgekühlt zweistufiger Lader SU 1941 57898 Stück        | OKB-19 Schwezow M/ASch-82 14-Zylinder-Sternmotor zweireihig luftgekühlt zweistufiger Lader SU 1941 57898 Stück        | OKB-19 Schwezow M/ASch-82 14-Zylinder-Sternmotor zweireihig luftgekühlt zweistufiger Lader SU 1941 57898 Stück        | OKB-19 Schwezow M/ASch-82 14-Zylinder-Sternmotor zweireihig luftgekühlt zweistufiger Lader SU 1941 57898 Stück        |  |  | OKB-19 Schwezow M-63 9-Zylinder-Sternmotor einreihig luftgekühlt SU 1939 3087 Stück                     | OKB-19 Schwezow M-63 9-Zylinder-Sternmotor einreihig luftgekühlt SU 1939 3087 Stück                     | OKB-19 Schwezow M-63 9-Zylinder-Sternmotor einreihig luftgekühlt SU 1939 3087 Stück                     | OKB-19 Schwezow M-63 9-Zylinder-Sternmotor einreihig luftgekühlt SU 1939 3087 Stück                     | OKB-19 Schwezow M-63 9-Zylinder-Sternmotor einreihig luftgekühlt SU 1939 3087 Stück                     | OKB-19 Schwezow M-63 9-Zylinder-Sternmotor einreihig luftgekühlt SU 1939 3087 Stück                     |                                                                                        |                                                                                        |                                                                                        |                                                                                        |                                                                                  |                                                                                  |                                                                                  |                                                                                  |  |  | OKB-19 Schwezow M-72 18-Zylinder-Sternmotor zweireihig luftgekühlt SU 1945 Prototyp       | OKB-19 Schwezow M-72 18-Zylinder-Sternmotor zweireihig luftgekühlt SU 1945 Prototyp       | OKB-19 Schwezow M-72 18-Zylinder-Sternmotor zweireihig luftgekühlt SU 1945 Prototyp       | OKB-19 Schwezow M-72 18-Zylinder-Sternmotor zweireihig luftgekühlt SU 1945 Prototyp       | OKB-19 Schwezow M-72 18-Zylinder-Sternmotor zweireihig luftgekühlt SU 1945 Prototyp       | OKB-19 Schwezow M-72 18-Zylinder-Sternmotor zweireihig luftgekühlt SU 1945 Prototyp       |  |  |  |  |  |  |  |  |  |  |  |  |  |  |  |  |  |  |
| | | | | | |  |  | | | | | | |                                                                                        |                                                                                        |                                                                                        |                                                                                        |                                                                                  |                                                                                  |                                                                                  |                                                                                  |  |  |                                                                                           |                                                                                           |                                                                                           |                                                                                           |                                                                                           |                                                                                           |  |  |  |  |  |  |  |  |  |  |  |  |  |  |  |  |  |  |
| Schwezow OKB-19 ASch-83 14-Zylinder-Sternmotor zweireihig luftgekühlt SU 1945 geringe Stückzahl                       | Schwezow OKB-19 ASch-83 14-Zylinder-Sternmotor zweireihig luftgekühlt SU 1945 geringe Stückzahl                       | Schwezow OKB-19 ASch-83 14-Zylinder-Sternmotor zweireihig luftgekühlt SU 1945 geringe Stückzahl                       | Schwezow OKB-19 ASch-83 14-Zylinder-Sternmotor zweireihig luftgekühlt SU 1945 geringe Stückzahl                       | Schwezow OKB-19 ASch-83 14-Zylinder-Sternmotor zweireihig luftgekühlt SU 1945 geringe Stückzahl                       | Schwezow OKB-19 ASch-83 14-Zylinder-Sternmotor zweireihig luftgekühlt SU 1945 geringe Stückzahl                       |  |  | OKB-19 Schwezow M-64 9-Zylinder-Sternmotor einreihig luftgekühlt SU 1939 Prototyp                       | OKB-19 Schwezow M-64 9-Zylinder-Sternmotor einreihig luftgekühlt SU 1939 Prototyp                       | OKB-19 Schwezow M-64 9-Zylinder-Sternmotor einreihig luftgekühlt SU 1939 Prototyp                       | OKB-19 Schwezow M-64 9-Zylinder-Sternmotor einreihig luftgekühlt SU 1939 Prototyp                       | OKB-19 Schwezow M-64 9-Zylinder-Sternmotor einreihig luftgekühlt SU 1939 Prototyp                       | OKB-19 Schwezow M-64 9-Zylinder-Sternmotor einreihig luftgekühlt SU 1939 Prototyp                       |                                                                                        |                                                                                        |                                                                                        |                                                                                        |                                                                                  |                                                                                  |                                                                                  |                                                                                  |  |  | Schwezow OKB-19 ASch-73 18-Zylinder-Sternmotor zweireihig luftgekühlt SU 1945 14310 Stück | Schwezow OKB-19 ASch-73 18-Zylinder-Sternmotor zweireihig luftgekühlt SU 1945 14310 Stück | Schwezow OKB-19 ASch-73 18-Zylinder-Sternmotor zweireihig luftgekühlt SU 1945 14310 Stück | Schwezow OKB-19 ASch-73 18-Zylinder-Sternmotor zweireihig luftgekühlt SU 1945 14310 Stück | Schwezow OKB-19 ASch-73 18-Zylinder-Sternmotor zweireihig luftgekühlt SU 1945 14310 Stück | Schwezow OKB-19 ASch-73 18-Zylinder-Sternmotor zweireihig luftgekühlt SU 1945 14310 Stück |  |  |  |  |  |  |  |  |  |  |  |  |  |  |  |  |  |  |
| Schwezow OKB-19 ASch-83 14-Zylinder-Sternmotor zweireihig luftgekühlt SU 1945 geringe Stückzahl                       | Schwezow OKB-19 ASch-83 14-Zylinder-Sternmotor zweireihig luftgekühlt SU 1945 geringe Stückzahl                       | Schwezow OKB-19 ASch-83 14-Zylinder-Sternmotor zweireihig luftgekühlt SU 1945 geringe Stückzahl                       | Schwezow OKB-19 ASch-83 14-Zylinder-Sternmotor zweireihig luftgekühlt SU 1945 geringe Stückzahl                       | Schwezow OKB-19 ASch-83 14-Zylinder-Sternmotor zweireihig luftgekühlt SU 1945 geringe Stückzahl                       | Schwezow OKB-19 ASch-83 14-Zylinder-Sternmotor zweireihig luftgekühlt SU 1945 geringe Stückzahl                       |  |  | OKB-19 Schwezow M-64 9-Zylinder-Sternmotor einreihig luftgekühlt SU 1939 Prototyp                       | OKB-19 Schwezow M-64 9-Zylinder-Sternmotor einreihig luftgekühlt SU 1939 Prototyp                       | OKB-19 Schwezow M-64 9-Zylinder-Sternmotor einreihig luftgekühlt SU 1939 Prototyp                       | OKB-19 Schwezow M-64 9-Zylinder-Sternmotor einreihig luftgekühlt SU 1939 Prototyp                       | OKB-19 Schwezow M-64 9-Zylinder-Sternmotor einreihig luftgekühlt SU 1939 Prototyp                       | OKB-19 Schwezow M-64 9-Zylinder-Sternmotor einreihig luftgekühlt SU 1939 Prototyp                       |                                                                                        |                                                                                        |                                                                                        |                                                                                        |                                                                                  |                                                                                  |                                                                                  |                                                                                  |  |  | Schwezow OKB-19 ASch-73 18-Zylinder-Sternmotor zweireihig luftgekühlt SU 1945 14310 Stück | Schwezow OKB-19 ASch-73 18-Zylinder-Sternmotor zweireihig luftgekühlt SU 1945 14310 Stück | Schwezow OKB-19 ASch-73 18-Zylinder-Sternmotor zweireihig luftgekühlt SU 1945 14310 Stück | Schwezow OKB-19 ASch-73 18-Zylinder-Sternmotor zweireihig luftgekühlt SU 1945 14310 Stück | Schwezow OKB-19 ASch-73 18-Zylinder-Sternmotor zweireihig luftgekühlt SU 1945 14310 Stück | Schwezow OKB-19 ASch-73 18-Zylinder-Sternmotor zweireihig luftgekühlt SU 1945 14310 Stück |  |  |  |  |  |  |  |  |  |  |  |  |  |  |  |  |  |  |
| Schwezow OKB-19 ASch-84 14-Zylinder-Sternmotor zweireihig luftgekühlt SU 1945 geringe Stückzahl                       | Schwezow OKB-19 ASch-84 14-Zylinder-Sternmotor zweireihig luftgekühlt SU 1945 geringe Stückzahl                       | Schwezow OKB-19 ASch-84 14-Zylinder-Sternmotor zweireihig luftgekühlt SU 1945 geringe Stückzahl                       | Schwezow OKB-19 ASch-84 14-Zylinder-Sternmotor zweireihig luftgekühlt SU 1945 geringe Stückzahl                       | Schwezow OKB-19 ASch-84 14-Zylinder-Sternmotor zweireihig luftgekühlt SU 1945 geringe Stückzahl                       | Schwezow OKB-19 ASch-84 14-Zylinder-Sternmotor zweireihig luftgekühlt SU 1945 geringe Stückzahl                       |  |  | | | | | Schwezow OKB-19 ASch-21 7-Zylinder-Sternmotor einreihig luftgekühlt SU 1946 7636 Stück                  | Schwezow OKB-19 ASch-21 7-Zylinder-Sternmotor einreihig luftgekühlt SU 1946 7636 Stück                  | Schwezow OKB-19 ASch-21 7-Zylinder-Sternmotor einreihig luftgekühlt SU 1946 7636 Stück | Schwezow OKB-19 ASch-21 7-Zylinder-Sternmotor einreihig luftgekühlt SU 1946 7636 Stück | Schwezow OKB-19 ASch-21 7-Zylinder-Sternmotor einreihig luftgekühlt SU 1946 7636 Stück | Schwezow OKB-19 ASch-21 7-Zylinder-Sternmotor einreihig luftgekühlt SU 1946 7636 Stück |                                                                                  |                                                                                  |                                                                                  |                                                                                  |  |  |                                                                                           |                                                                                           |                                                                                           |                                                                                           |                                                                                           |                                                                                           |  |  |  |  |  |  |  |  |  |  |  |  |  |  |  |  |  |  |
| Schwezow OKB-19 ASch-84 14-Zylinder-Sternmotor zweireihig luftgekühlt SU 1945 geringe Stückzahl                       | Schwezow OKB-19 ASch-84 14-Zylinder-Sternmotor zweireihig luftgekühlt SU 1945 geringe Stückzahl                       | Schwezow OKB-19 ASch-84 14-Zylinder-Sternmotor zweireihig luftgekühlt SU 1945 geringe Stückzahl                       | Schwezow OKB-19 ASch-84 14-Zylinder-Sternmotor zweireihig luftgekühlt SU 1945 geringe Stückzahl                       | Schwezow OKB-19 ASch-84 14-Zylinder-Sternmotor zweireihig luftgekühlt SU 1945 geringe Stückzahl                       | Schwezow OKB-19 ASch-84 14-Zylinder-Sternmotor zweireihig luftgekühlt SU 1945 geringe Stückzahl                       |  |  | | | | | Schwezow OKB-19 ASch-21 7-Zylinder-Sternmotor einreihig luftgekühlt SU 1946 7636 Stück                  | Schwezow OKB-19 ASch-21 7-Zylinder-Sternmotor einreihig luftgekühlt SU 1946 7636 Stück                  | Schwezow OKB-19 ASch-21 7-Zylinder-Sternmotor einreihig luftgekühlt SU 1946 7636 Stück | Schwezow OKB-19 ASch-21 7-Zylinder-Sternmotor einreihig luftgekühlt SU 1946 7636 Stück | Schwezow OKB-19 ASch-21 7-Zylinder-Sternmotor einreihig luftgekühlt SU 1946 7636 Stück | Schwezow OKB-19 ASch-21 7-Zylinder-Sternmotor einreihig luftgekühlt SU 1946 7636 Stück |                                                                                  |                                                                                  |                                                                                  |                                                                                  |  |  |                                                                                           |                                                                                           |                                                                                           |                                                                                           |                                                                                           |                                                                                           |  |  |  |  |  |  |  |  |  |  |  |  |  |  |  |  |  |  |